# Free Jazz Trio
Free jazz trio česká jazzová hudební skupina, která vznikla na konci roku 1971 (premiéru měla 10. února 1972) ze skupiny moderního jazzu Jazz Q.E.V., vedené pianistou Emilem Viklickým, který když odešel na základní vojenskou službu, tak se ostatní členové rozhodli pokračovat dál bez Emila Viklického a jeho piana, tím změnili stylové zaměření na free jazz. Novým kapelníkem se stal saxofonista Milan Opravil, dalšími členy byli kontrabasista Josef Černý a bubeník Antonín Náplava. Za rok se ke skupině připojil houslista a klarinetista Josef Bláha.
V současné podobě skupina hraje od roku 1989, kdy Milan Opravil ze zdravotních důvodů ukončil hudební činnost. Jeho odchod znamenal proměnu původního free jazzového konceptu. Došlo uvolnění dosavadních stylových vazeb a s hudebním vyzráváním členů souboru pak v důsledcích i k většímu podílu improvizovaných témat v rámci vlastní tvorby, vznikající okamžitou inspirací a souzněním přímo na pódiu. Po dobu existence Free Jazz Tria došlo k některým personálním změnám ve složení – touto skupinou prošli kontrabasista Josef Mahdal, bubeníci Jiří Stratil a Miroslav Vykydal.

## Současné obsazení
- Josef Bláha – soprán, alt a tenor saxofon, klarinet, el. housle
- Petr Večeřa – bicí, percussion
- Luděk Záruba – baskytary
- Petr Löffler – baryton a alt saxofon (od r. 2009)
- Antonín Náplava (jako host od r. 2002) – percussion

## Diskografie (CD vydaná v samizdatu)
- Dnes na „Vlnobytí“ – 2002 (záznam z koncertu 1988)
- Looking Back in Dream – 2003
- Temperance Free Jazz Trio – 2005
- Tišnovsko – 2010 (záznam z koncertu 1982)